# نولان أنيق
نولان أنيق (الاسم العلمي:Nolana elegans) هو نوع نباتي يتبع جنس النولان من فصيلة الباذنجانية.